# بزگوزن

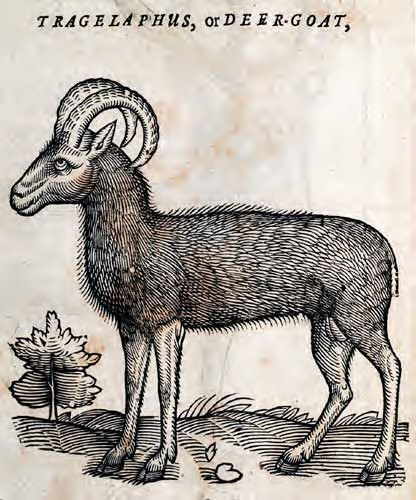
این بزگوزن از کتاب «تاریخ جانوران و مارهای چهارپا» نوشته ادوارد تاپسل کنده‌کاری روی چوب است.

بزگوزن (به لاتین: Hircocervus) (لاتین: hircus "بز نوکی" + cervus، "گوزن") یا (به یونانی: Tragelaph) (یونانی: τράγος "بز نوکی" + έλαφος، elaphos، "گوزن")، موجودی افسانه‌ای بود که تصور می‌شد نیمی بز و نیمی گوزن باشد.